# Barichneumon strymonidiae
Barichneumon strymonidiae là một loài tò vò trong họ Ichneumonidae.